# Mardari, Rozdilna
Mardari (în ucraineană Мардарівка, transliterat: Mardarivka) este un sat în comuna Țebrîkove din raionul Rozdilna, regiunea Odesa, Ucraina.

## Demografie
Componența lingvistică a localității Mardari
     Ucraineană (75%)
     Rusă (12,5%)
     Română (12,5%)
Conform recensământului din 2001, majoritatea populației localității Mardari era vorbitoare de ucraineană (75%), existând în minoritate și vorbitori de rusă (12,5%) și română (12,5%).